# Elapognathus
Elapognathus is een geslacht van slangen uit de familie koraalslangachtigen (Elapidae) en de onderfamilie Elapinae.

## Naam en indeling
De wetenschappelijke naam van de groep werd voor het eerst voorgesteld door George Albert Boulenger in 1896. Er zijn twee soorten, de slangen werden eerder aan andere geslachten toegekend, zoals Elaps, Alecto, Denisonia, Notechis en Hoplocephalus.

## Verspreiding en habitat
De slangen komen voor endemisch in delen van Australië en leven uitsluitend in de deelstaat West-Australië. De habitat bestaat uit bossen, scrublands en graslanden.

## Beschermingsstatus
Door de internationale natuurbeschermingsorganisatie IUCN is aan beide soorten een beschermingsstatus toegewezen. De slangen worden beschouwd als 'veilig' (Least Concern of LC).

## Soorten
Het geslacht omvat de volgende soorten, met de auteur en het verspreidingsgebied.
| Naam                  | Auteur         | Verspreidingsgebied                      |
| --------------------- | -------------- | ---------------------------------------- |
| Elapognathus coronata | Schlegel, 1837 | Australië (West-Australië)               |
| Elapognathus minor    | Günther, 1863  | Australië (zuidwestelijk West-Australië) |